# Pseudopterocomma canadensis
Pseudopterocomma canadensis är en insektsart som beskrevs av Richards 1966. Pseudopterocomma canadensis ingår i släktet Pseudopterocomma och familjen långrörsbladlöss. Inga underarter finns listade i Catalogue of Life.